# György Belia
György Belia (n. 2 decembrie 1923, Sibiu – d. 12 martie 1982, Budapesta) a fost un traducător, critic și istoric literar maghiar din România.

## Biografie
Familia tatălui său era originară din satul Cornești de pe valea Târnavei Mici, având rădăcini maghiare, românești, germane și bulgare. György Belia s-a născut la Sibiu, dar a locuit puțin timp în România, astfel că a uitat puținele cuvinte românești învățate în copilărie la Cluj și la Inău. A urmat școala primară, gimnazială și liceul în orașul Orosháza din Câmpia Maghiară. A învățat mai multe limbi străine în tinerețe: latina, germana și franceza, iar după cel de-al Doilea Război Mondial a învățat limba rusă și limba română.
György Belia a urmat cursuri de istoria literaturii maghiare la Facultatea de Filologie a Universității din Budapesta, pe care le-a absolvit în 1950, frecventând seminariile de stilistică română și cursurile de istoria limbii române ale lui László Gáldi. Potrivit propriilor afirmații, a fost cucerit de „frumusețea și bogăția limbii române, mai ales [de] latinitatea ei străveche”, dar, deși era capabil să traducă texte din limba română, o vorbea prost.
A lucrat până în 1957 la colecția de manuscrise a Bibliotecii Naționale Széchényi, cercetând istoria literaturii maghiare și catalogând opera lui Mihály Babits. Începând din 1957 a devenit angajat la Institutul de Literatură al Academiei de Științe a Ungariei, iar apoi, din 1963, redactor la Európa Könyvkiadó și director literar la Szépirodalmi Könyvkiadó.<ref=>György Beke, Fără interpret. Convorbiri cu 56 de scriitori despre relațiile literare româno-maghiare, Editura Kriterion, București, 1972, p. 376.</ref> S-a implicat în editarea mai multor opere literare de valoare. El a fost unul din principalii autori ai Világirodalmi Lexikon (Enciclopedia de literatură universală).
Interesat de limba română, a tradus în limba maghiară nuvelele lui Dumitru Radu Popescu, Sorin Titel, Vasile Rebreanu, A. E. Baconsky, C. Țoiu și Ion Băieșu, piesele lui Mihail Sebastian, Romulus Vulpescu și Gheorghe Astaloș și romanele lui Mihai Beniuc (Dispariția unui om de rînd) și Petru Popescu (Prins), studiind lucrări românești de istorie literară, citind operele semnificative ale fiecărui scriitor important și ajungând, după propriile afirmații, să cunoască istoria literaturii române „aproape la fel de bine ca pe aceea a literaturii maghiare”.
A îngrijit, împreună cu profesorul Sámuel Domokos, edițiile în limba maghiară ale creațiilor folclorice românești și a unor opere literare ale lui Mihai Eminescu, Tudor Arghezi, Alexandru Macedonski, George Bacovia, Lucian Blaga și Ion Pillat, care au apărut la Editura Európa din Budapesta. György Belia a redactat cea mai mare parte a articolelor referitoare la literatura română din primul volum din Enciclopedia de literatură universală, tipărită la Budapesta.

## Premii
- Premiul Szépirodalmi Kvk., 1981;
- Premiul Ady, 1985.

## Scrieri
- Ady Endre válogatott levelei, s. a. r., 1956;
- Magyarok beszélnek. Szemelvények emlékiratokból, note [cu Lajos Hatvany], 1957;
- Babits-Juhász-Kosztolányi levelezése, s. a. r., 1959;
- Levelek Hatvany Lajoshoz, note, postfață, 1967;
- Romániai elbeszélők [cu V. János András), 1965;
- Mai román elbeszélők, szerk., 1968;
- Babits Mihály összegyűjtött versei, 1977;
- Gesta Romanorum [ford. János Haller (1626-1697)], s. a. r., 1977;
- Babits Mihály beszélgetőfüzetei, I-II, 1980;
- Babits Mihály tanulóévei, 1983;
- Ady Endre levelei I-III., s. a. r., 1983.